# Carl Friedrich Meyer (Jurist)
Carl Friedrich Meyer (* 16. Februar 1757 in Göttingen; † 27. November 1817 in Dorpat, Gouvernement Livland) war ein deutscher Jurist.
Er lehrte seit 1802 an der Kaiserlichen Universität Dorpat und hatte dort von 1806 bis 1808 das Rektorat inne.